# سویتلا هورا
سویتلا هورا (به چکی: Světlá Hora) یک منطقهٔ مسکونی در جمهوری چک است که در شهرستان برونتال واقع شده‌است. سویتلا هورا ۴۲٫۹۷ کیلومتر مربع مساحت و ۱٬۴۷۱ نفر جمعیت دارد و ۵۷۵ متر بالاتر از سطح دریا واقع شده‌است.